# عادل إبراهيم (جيولوجي)
عادل علي إبراهيم جيولوجي سوداني، شغل منصب وزير الطاقة والتعدين في حكومة بلاده في الفترة ما بين سبتمبر 2019 ويوليو 2020.

## المولد والتعليم
من مواليد مدينة ودمدني (أم سنط) وسط السودان نشأ وترعرع فيها تلقى كل مراحل تعليمه فيها تخرج في جامعة الخرطوم في العام 1981 بعد نيله درجة البكالوريوس مع مرتبة الشرف من كلية العلوم قسم الجيولوجيا .
تلقى تدريبات ودراسات مهنية متقدمة وفق أفضل معايير الممارسات العالمية في المسائل المتعلقة بصناعة النفط وقطاعاته التجارية العالمية لدى شركات عالمية بالمملكة المتحدة وجمهورية مصر العربية ودبي بالإمارات العربية المتحدة وماليزيا ودول غرب أفريقيا.

## حياته المهنية
أمضى أكثر من 30 سنة في قطاع صناعة النفط، عمل خلالها لدى العديد من شركات النفط العالمية منها شركة شيفرون في السودان وشركة شيفرون في جمهورية مصر العربية وشركة جيتك دورش( المانيا ) وشركة اوسكون كونسلتانت ( استراليا) وشركة نفط أبوظبي في الإمارات العربية المتحدة. كما عمل لدى شركة بترودار وشركة بتروناس وشركة سودابت وشركة أسودان إنيرجيا البرازيلية ويُعد أول سوداني يضع خريطة جيولوجية للمربعات النفطية المنتجة والمحتملة على نطاق السودان.